# Jean Marchand (peintre)
Pour les articles homonymes, voir Jean Marchand et Marchand.
Jean Hippolyte Marchand, né le 21 novembre 1882 à Paris où il est mort le 7 octobre 1941, est un peintre, graveur et illustrateur français, rattaché à l'école cubiste et au Bloomsbury Group.

## Biographie
Jean Hippolyte Marchand naît le 21 novembre 1882 dans le 5e arrondissement de Paris.
Étudiant à l'École des Beaux Arts dans l'atelier de Léon Bonnat de 1902 à 1906, il commence à exposer simultanément à Paris dès 1910 (Salon des indépendants, Section d'Or) et à Londres, notamment remarqué par Roger Fry et Clive Bell, conseillers aux Grafton Galleries. Son art voisine alors avec le post-impressionnisme (Nature morte aux bananes). Le collectionneur britannique Samuel Courtauld fait l'acquisition de certaines de ses toiles et le jeune peintre se rapproche alors des membres du Bloomsbury Group. Son style évolue ensuite vers le cubisme. Il fut l'élève d'Henri Martin à l'Académie Vitti.
Après la Première Guerre mondiale, il produit de nombreuses estampes (bois, lithographies) pour des ouvrages de haute tenue. En novembre 1921, la galerie Barbazanges organise une rétrospective.
Jean Marchand est chargé de mission en Syrie.
Il a pour compagne l'artiste Sonia Lewitska ; ils se séparent en 1925.
Jean Marchand meurt le 7 octobre 1941 dans le 14e arrondissement de Paris.

## Œuvre
- 1909 : Rannemoulins, huile sur toile.
- 1912 : Paysage,, dessin, encre sur papier.
- 1912 : Le Palais Azem à Damas, dessin, encre et aquarelle.
- 1912 : Femme à sa toilette, huile sur toile.
- 1912 : Escalier de Montmartre, huile sur toile.
- 1912 : Portrait de femme, huile sur toile.
- 1912 : Malloula (Anti-Liban), dessin, encre et aquarelle sur papier.

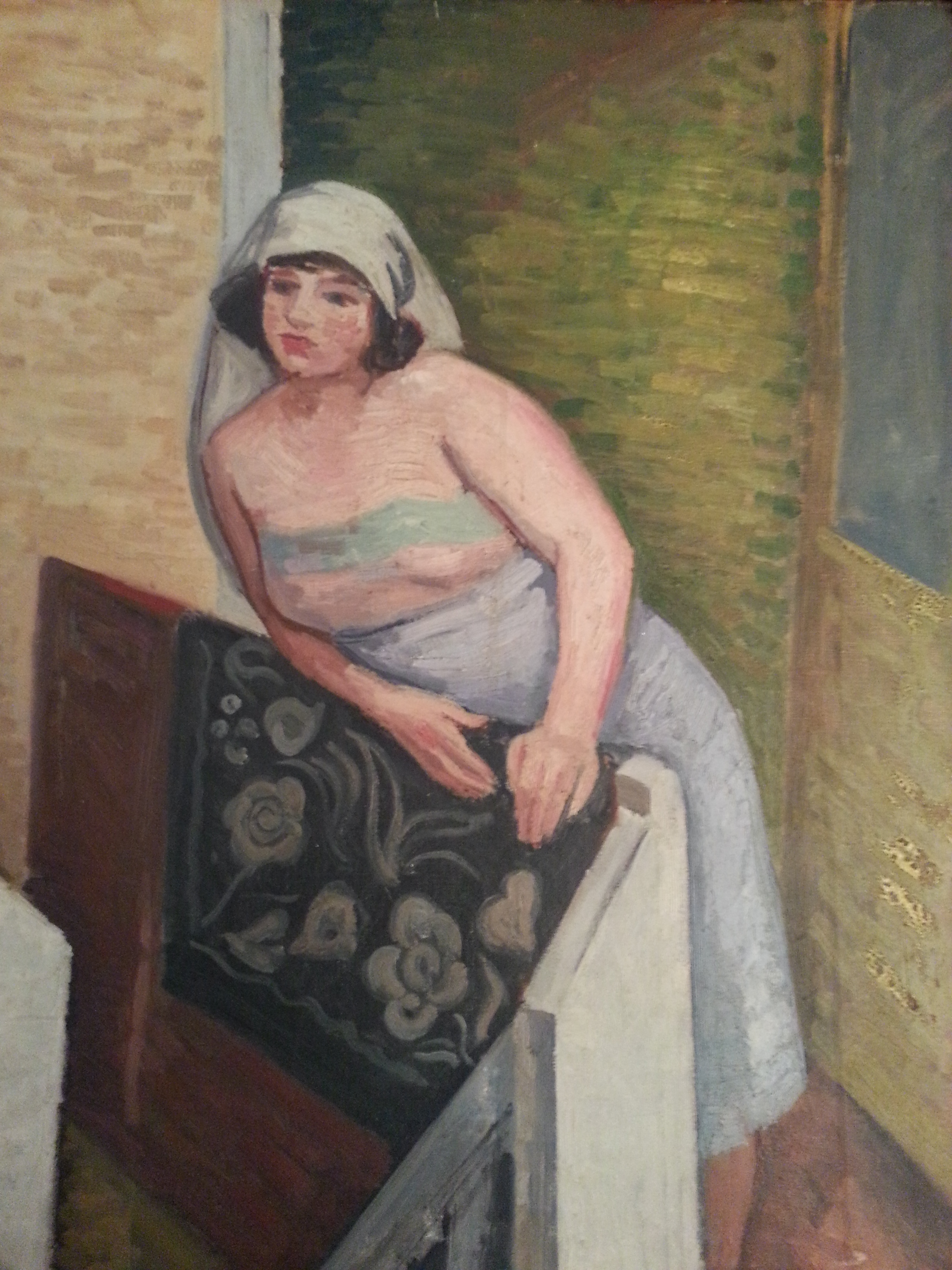
Jean Marchand, Femme lascive, loc. inc.

## Ouvrages illustrés
- François d'Assise, Le Cantique du soleil, 1918 - rééd. 1929
- Paul Claudel, Le Chemin de la Croix, 1919 - rééd. 1945
- René-Jean, Vingt-six reproductions de peintures et dessins, éditions de La Nouvelle Revue française, 1920
- Henry Malherbe, Le Jugement dernier, Éditions de la Sirène, 1920
- Paul Valéry, Le Serpent, Eos, 1926, avec Sonia Lewitska
- La légende de Mélusine..., Boivin, 1927
- Paul Valéry, Le Cimetière marin, La Centaine, 1927
- Léon Daudet, Charles Maurras et son temps, René Girard, 1928
- Francis de Miomandre, Grasse, Émile-Paul frères, 1928
- Paul Valéry, Lettre à Madame C..., Grasset, 1928
- Charles Maurras, Inscriptions, 1931
- Catherine Pozzi, Peau d'âme, Corrêa, 1935

## Annexe